# Перша українська гімназія у Києві
Перша українська гімназія у Києві — перша в Українській державі гімназія імені Т. Г. Шевченка з українською мовою викладання. Відкрита 18 березня 1917 року. 

## Історія
У березні 1917 в Києві з метою організації українського шкільництва було створено Товариство шкільної освіти. Ще раніше за ініціативи І. М. Стешенка відбулася нарада українських педагогів, на якій обговорювалося питання про початок роботи для створення українських шкіл по всій Україні. На цій нараді було створено Педагогічні Комісії для різних шкільних предметів з метою опрацювання програм. Ні школи, ані університет не мали відповідних підручників, потрібних кадрів викладачів. Було вирішено відкрити поки що одну, Першу українську гімназію імені Т. Г. Шевченка.
Спочатку навчання відбувалося в другу зміну в приміщенні приватної жіночої гімназії А. В. Жекуліної (нині вул. Січових стрільців, 27, Київська середня школа № 138). Було відкрито тільки два підготовчі класи і три перші класи гімназії. Спільно навчались хлопці й дівчата. За один рік кількість учнів зросла з 80 до 174 осіб (108 хлопців і 66 дівчат). За соціальним станом це були діти селян 
(43 особи), інтелігенції (35 осіб), міщан (20 осіб), біженців (70 осіб).
У жовтні 1917 р. замість першого директора П. І. Холодного (він зайнявся організацією українського шкільництва в державному масштабі) посаду директора Першої української гімназії обійняв В. Ф. Дурдуківський, викладаючи в ній українську мову та літературу. Серед викладачів був майбутній митрополит УАГКЦ Василь Липківський, який певний час викладав тут релігію. Історію викладав В’ячеслав Прокопович, а  потім — Йосип Гермайзе; математику — Надія Шульгина-Іщук, Вадим Шарко і Омелян Гнатевич; природознавство — Левко Чикаленко, пізніше — Володимир Вовчанівський; географію — Олександр Гребенецький; латинську мову — Катерина Лазаревська, потім — Освальд Бурґгардт (Юрій Клен) і С. Гочаров; французьку мову — Софія Русова, потім — Марія Прохорова;  спів — Пилип Козицький; малювання — Юхим Михайлів, потім — Юрій Павлович; хореографію  — Марія Юркевич, а музику — дочка Миколи Лисенка Мар’яна Лисенко.

Молодший підготовчий клас вела Любов Миколаївна Шульгина, згодом — Юрій Трезвінський.

Старший підготовчий клас — Юрій Слуцький.

Українську мову  і літературу деякий час викладав ще Леонід Білецький.
З початком 1918/19 навчального року в гімназії навчалося вже понад 200 учнів. Згодом гімназія перемістилась до одного з приміщень на Львівській площі,  а  потім — до приміщення колишньої амбулаторії лікарні при Покровському монастирі.
У лютому 1921 р. в житті гімназії відбулися суттєві зміни. Радянською владою гімназію було перетворено в семирічну трудову школу імені Т. Шевченка. Зі шкільної програми було вилучено французьку мову, а курс німецької мови значно скоротився.

## Репресії
Дурдуківського заарештували у зв’язку із сфабрикованим процесом «Спілки визволення України». Разом з ним на лаву підсудних потрапила і велика кількість вчителів та учнів школи. Доля багатьох виявилась трагічною. Олександр Гребенецький, учитель географії, був засуджений до 5 років позбавлення волі з поразкою в правах на 2 роки. Микола Щепанюк, викладач релігії, був засланий в Темлаг, а 1937 р. — розстріляний. Переслідувань і репресій зазнали Йосип Гермайзе, Григорій Холодний, Вадим Шарко, Андрій Заліський, Ніна Токаревська, Юрій Трезвинський. Викладач школи, талановитий художник Юхим Михайлів загинув на засланні. У 73-річному віці розстріляний Василь Липківський, «апостол українського релігійно-національного відродження» за характеристикою Агатангела Кримського. Режимом було знищено вчителя гімназії, талановитого математика Михайла Кравчука. До розстрілу 1938 р. засуджено Григорія Холодного. На Соловках розстріляно Миколу Зерова. До справи «СВУ» було притягнуто вчительку французької мови Марію Прохорову (Тобілевич), яка, протестуючи проти репресій, 7 січня 1930 р. оголосила  в тюрмі голодування. Після заслання в Сибір вона повернулась до Києва, але перед війною знову була ув’язнена. Учитель природознавства Володимир Вовчанівський заподіяв собі смерть. Зникли Оксана  Степанишина та Домнікія Дудар. Марія Юркевич померла в еміґрації. 16 січня 1938 р. був розстріляний і Володимир Дурдуківський. Школа залишилась без свого мозку. Уряд спрямував головний наступ на школу як колиску молодого українського громадянина, вирвавши з неї учителів-співробітників В. Дурдуківського. Школа обезкровилася, втратила своє самобутнє національне обличчя і стала звичайною радянською трудовою школою. 